# Tao of the Dead
Tao of the Dead ist das siebte Studioalbum der texanischen Band … And You Will Know Us by the Trail of Dead. Es wurde am 4. Februar 2011 über das deutsche Label Superball Music veröffentlicht. Aufgenommen wurde es in den Studios Sonic Ranch in Tornillo (Texas) und The Bubble in Austin (Texas). Es ist das erste Album ohne den Gitarristen Kevin Allen. Als neue Bandmitglieder sind Autry Fulbright II und Aaron Ford eingestiegen.
Der Titel des Albums soll nach Aussagen der Band ein Wortspiel sein, das sich auf das Daodejing bezieht, durch das sich die Band für ihre Texte inspirieren ließ.

## Entstehungsgeschichte
| Bewertungen          |        |
| crazewire.com        | 6,5/10 |
| alternativenation.de | 9/10   |
| laut.de              | 4/5    |
| Plattentests.de      | 8/10   |
| metacritic.com       | 76/100 |
| kulturnews           | 4/6    |
| Spin                 | 7/10   |
| allmusic.com         | 4/5    |

Nachdem Kevin Allen die Band verlassen hatte, bestand die Band im Kern nur noch aus den beiden Gründungsmitgliedern Conrad Keely und Jason Reece. Autry Fulbright II und Aaron Ford, der schon als Gastmusiker auf vorherigen Veröffentlichungen zu hören war und auch seit Jahren fester Bestandteil der Band für Tourneen ist, stiegen dafür in die Band ein. Für dieses Album wurde Chris „Frenchie“ Smith als Produzent engagiert, der schon 1998 das Debütalbum produziert hatte. Das gesamte Album wurde in nur zehn Tagen aufgenommen. Als musikalische Einflüsse für das Album nennt die Band unter anderem Kraftwerk und Rush.
Ursprünglich war geplant, das gesamte Album als ein einziges langes Lied aufzunehmen. Es wird vermutet, dass die Verwirklichung dieses Plans unter anderem an der Plattenfirma scheiterte. So entschied man sich, das Album in zwei Teile aufzuteilen, die aus mehreren Sätzen bestehen. Beim ersten Teil („Tao of the Dead“) sind die elf Sätze auf der CD einzeln anwählbar, Teil zwei („Strange News From Another Planet“) besteht aus fünf Sätzen in einem einzigen Stück. Die Limited Edition kommt der ursprünglichen Vision am nächsten, da diese auf der ersten CD beide Teile in je einem Stück enthält. Auf der zweiten CD der Limited Edition sind die Sätze von Teil eins einzeln anwählbar, diese enthält jedoch im Anschluss den Titel The Bubble Demo anstelle von Strange News From Another Planet.

## Artwork
Auch für dieses Album war Conrad Keely für das gesamte Artwork und Layout verantwortlich. Das Cover zeigt verschiedene Figuren einer Graphic Novel von Keely, an der er schon seit Jahren arbeitet. 16 Seiten dieser Graphic Novel Strange News from Another Planet – The Adventures of the Festival Thyme sind in der wie ein Buch aufgebauten Limited Edition enthalten. Die Festival Thyme ist ein durch die Luft segelndes Schiff, das schon auf der gleichnamigen EP der Band auf dem Cover zu sehen war. Darüber hinaus enthält die Limited Edition die 33-seitige Kurzgeschichte Lucy's Story: The Paramystic Pendant, die auch von Conrad Keely geschrieben wurde. Als kleine Zugabe gibt es in der Mitte ein Pop-up, welches noch einmal die Figuren des Covers zeigt.

## Titelliste
| Part One: Tao of the Dead 1. Introduction: „Let's Experiment“ – 2:23 2. Pure Radio Cosplay – 5:26 3. Summer of All Dead Souls – 4:17 4. Cover the Days Like a Tidal Wave – 2:51 5. Fall of the Empire – 2:27 6. The Wasteland – 2:33 7. Spiral Jetty – 1:48 8. Weight of the Sun (or The Post-Modern Prometheus) – 2:19 9. Pure Radio Cosplay (Reprise) – 3:18 10. Ebb Away – 2:41 11. The Fairlight Pendant – 5:43 Part Two: Strange News From Another Planet – 16:31 1. - Know Your Honor - Rule by Being Just - The Ship Impossible - Strange Epiphany - Racing and Hunting |  |  |  |  |  |  |  |  |  |  |  |  |  |  |  |  |  |  |  |  |  |  |  |  |  |  |  |  |  |  |  |  |  |  |  |  |  |  |  |  |  | Limited Edition CD 1 1. Part One: Tao of the Dead – 35:50 2. Part Two: Strange News From Another Planet – 16:32 Limited Edition CD 2 Part One: Tao of the Dead 1. Introduction: „Let's Experiment“ – 2:23 2. Pure Radio Cosplay – 5:26 3. Summer of All Dead Souls – 4:17 4. Cover the Days Like a Tidal Wave – 2:51 5. Fall of the Empire – 2:27 6. The Wasteland – 2:33 7. Spiral Jetty – 1:48 8. Weight of the Sun (or The Post-Modern Prometheus) – 2:19 9. Pure Radio Cosplay (Reprise) – 3:18 10. Ebb Away – 2:41 11. The Fairlight Pendant – 5:43 Part Two: The Bubble Demo 1. The Bubble Demo – 32:30 |

### Titelinformationen
Der Titel The Bubble Demo besteht aus Demoaufnahmen von Part One: Tao of the Dead.

## Veröffentlichungen
Am 29. November 2010 wurde vorab der Titel Summer of All Dead Souls als Download veröffentlicht.
Auch das Lied Weight of the Sun (or The Post-Modern Prometheus) wurde vorab auf verschiedenen Internet-Seiten wie z. B. Visions.de zur Verfügung gestellt.

## Besetzung

### Band
- Conrad Keely
- Jason Reese
- Autry Fulbright II
- Aaron Ford

### Weitere Musiker
- Chris „Frenchie“ Smith: Gesang, Gitarre
- Christina Velia Gurrola: Gesang